# Казки роботів
Казки роботів (польськ. Bajki robotów) — серія оповідань польського письменника-фантаста Станіслава Лема, вперше опублікована 1964 року в однойменному збірнику. В цих оповіданнях Лем описує фантастичний псевдо-середньовічний всесвіт, де місце людей займають роботи. Майже всі розповіді написані 1964 року, крім «Казки про цифрову машину…» (1963) і «Загадки» (1981).
Сюжетно та стилістично серія подібна до іншого циклу оповідань Лема — «Кіберіади», однак до останнього зазвичай відносять твори, об'єднані головними героями — конструкторами Трурлем і Кляпавцієм.

## Зміст
| Рік видання | Переклад назви                                                   | Оригінальна назва                                 |
| ----------- | ---------------------------------------------------------------- | ------------------------------------------------- |
| 1964        | Троє електрицарів                                                | Trzej elektrycerze                                |
| 1964        | Уранові вуха                                                     | Uranowe uszy                                      |
| 1964        | Як Ерг Самозбудник блідавця переміг                              | Jak Erg Samowzbudnik Bladawca pokonał             |
| 1964        | Скарби короля Біскаляра                                          | Skarby krola Biskalara                            |
| 1964        | Дві потвори                                                      | Dwa potwory                                       |
| 1964        | Біла смерть                                                      | Biała śmierć                                      |
| 1964        | Як Мікромил і Гігаціян таке вчинили, що туманності порозбігалися | Jak Mikromil i Gigacyan ucieczkę mgławic wszczęli |
| 1963        | Казка про цифрову машину, що змагалася з драконом                | Bajka o maszynie cyfrowej, co ze smokiem walczyła |
| 1964        | Радники короля Гідропса                                          | Doradcy króla Hydropsa                            |
| 1964        | Автоматеїв друг                                                  | Przyjaciel Automateusza                           |
| 1964        | Король Глобарес і мудреці                                        | Król Globares i mędrcy                            |
| 1963        | Казка про короля Мурдаса                                         | Bajka o królu Murdasie                            |
| 1992        | Загадка                                                          | Zagadka                                           |

1981 року Лем написав оповідання «Загадка» — останнє доповнення до серії, яке вийшло польською мовою в січні 1995 року в першому польському номері журналу «Плейбой».
Перше видання «Казок роботів» також містило три оповідання, які потім увійшли до циклу «Кіберіада»: «Як уцілів Всесвіт», «Трурлева машина» та «Велика прочуханка».